# وارن استیونز
وارن استیونز (انگلیسی: Warren Stevens; ‏ ۲ نوامبر ۱۹۱۹ – ۲۷ مارس ۲۰۱۲) یک هنرپیشه اهل ایالات متحده آمریکا بود. وی بین سال‌های ۱۹۴۷ تا ۲۰۰۷ میلادی فعالیت می‌کرد.

## گزیده نقش‌آفرینی‌ها
از فیلم‌ها یا برنامه‌های تلویزیونی که وی در آن نقش داشته‌است می‌توان به آثار زیر اشاره کرد.
- ارابه‌ها (۲۰۰۷)
- سواری شیرین (۱۹۶۸)
- با هر نام دیگری (۱۹۶۸)
- بونانزا (۱۹۶۷ و ۱۹۶۸)
- سفر به قعر دریا (۱۹۶۷)
- مادام ایکس (۱۹۶۶)
- مأموریت: غیرممکن (۱۹۶۵)
- دود اسلحه (۱۹۶۳–۱۹۵۷)
- دارای اسلحه - آماده سفر (۱۹۵۷–۱۹۶۳)
- تونل زمان (فیلم) (۱۹۶۲)
- سیاره ممنوعه (۱۹۵۶)
- آلفرد هیچکاک تقدیم می‌کند (۱۹۵۶–۱۹۵۵)
- کنتس پابرهنه (۱۹۵۴)
- خانه پر او. هنری (۱۹۵۲)
- حد مکانی، آمریکا (۱۹۵۲)